# Campionat mondial
Campionatul mondial reprezintă un eveniment multisportiv internațional care se desfășoară o dată la doi sau patru ani. Acesta este o competiție oficială organizată pe o probă sau pe o ramură de sport, pentru desemnarea celui mai bun sportiv sau a celei mai bune echipe. În vederea selectării celor mai buni sunt competiții preliminare, semifinale și finale. Primii trei câștigători fiind medaliați cu aur argint și bronz, iar cel mai bun concurent fiind numit campion mondial. În prezent disciplinele acceptate la campionatul mondial sunt: 
- atletism
- baschet
- cricket
- dans
- fotbal
- handbal
- hochei pe gheață
- hochei pe iarbă
- rugby
- volei
- sportul acvatic
- sport de iarnă
- sport cu motor
- tir sportiv

## Campionatele Mondiale de sporturi neolimpice de vară

### Fotbal american

#### Cupa Mondială IFAF
Cupa Mondială IFAF, denumirea oficială Cupa Mondială de Fotbal American , care are loc la fiecare patru ani, este cea mai mare competiție internațională pentru echipe naționale și este organizată de Federația Internațională de Fotbal American (IFAF).

### Fotbal australian
Trienala Australian Football International Cup este cea mai mare competiție internațională pentru echipele naționale de fotbal australiene.

## Lista altor campionate mondiale

### Sporturi cu mingea
- Campionatul Mondial de Futsal

### Sporturi de stingere a incendiilor
- Campionatele Mondiale ale Asociației Mondiale a Pompierilor (CTIF)
- Prietenii pompierilor
- Jocurile Mondiale ale Pompierilor

### Jocurile Mondiale ale Polițiștilor și Pompierilor
- Jocurile Mondiale ale Polițiștilor și Pompierilor